# 29737 Норіхіро
29737 Норіхіро (29737 Norihiro) — астероїд головного поясу, відкритий 21 січня 1999 року.
Тіссеранів параметр щодо Юпітера — 3,315.
Названо на честь Норіхіро (яп. のりひろ(紀洋) норіхіро)